# N651 (België)
De N651 is een gewestweg in de Belgische provincies Luik en Luxemburg. De weg verbindt de N66 in Basse-Bodeux met de N30 en N806 in Manhay. De route heeft een lengte van ongeveer 14 kilometer.

## Plaatsen langs de N651
- Basse-Bodeux
- Les Villettes
- Vaux-Chavanne
- Manhay